# BayArena
BayArena er et fodboldstadion i Leverkusen i Tyskland, der er hjemmebane for Bundesliga-klubben Bayer Leverkusen. Stadionet har plads til 30.210 tilskuere, og alle pladser er siddepladser. Det blev indviet d. 23. april 1956. Stadionet blev sidst renoveret i 2009 for €70 millioner. Ved internationale kampe har stadionet plads til 29.412 tilskuere.
BayArena søgte om at blive vært for kampe ved VM i fodbold 2006, men pga. stadionets relativt lille størrelse, blev det fravalgt.
D. 30. september, 2008 blev stadionet valgt til at husere 3 gruppekampe og 1 kvartfinale i kvindernes VM i fodbold, 2011. 